# أوليفر وندل هولمز
أوليفر وندل هولمز (بالإنجليزية: Oliver Wendell Holmes) (1809-1894م). طبيب، وشاعر، وموسوعيّ أمريكي استقرّ في مدينة بوسطن. عادةً ما يُعدّ بين شعراء المنزل، وأشاد به أقرانه باعتباره واحدًا من أفضل الكتاب في عصره. أشهر أعماله النثرية هي سلسلة «مائدة الإفطار»، والتي استهلّها بمجموعة مقالات مستبدّ مائدة الإفطار (1858). كما عمِل مصلحًا في مجال الطب. بالإضافة إلى عمله في التأليف والشعر، عمل هولمز كذلك طبيبًا، وأستاذ جامعةٍ، ومحاضرًا، ومخترعًا؛ وتلقى تدريبًا رسميًا في المحاماة، رغم أنه لم يمارس المهنة أبدًا.
ولد هولمز في كامبريدج، ماساتشوستس، وتلقى تعليمه في أكاديمية فليبس وجامعة هارفارد. بعد تخرجه في جامعة هارفارد في العام 1829، درس المحاماة لفترة قصيرة قبل أن يتحوّل إلى مهنة الطب. وبدأ كتابة الشعر في سن مبكرة. نُشرت أحد أشهر قصائده، «أولد آيرونسايدز» في العام 1830، وفي نهاية الأمر، كانت سببًا في الحفاظ على الفرقاطة يو إس إس كونستيتيوشن. بعد تلقيه التدريب اللازم في كليات الطب المرموقة في باريس، حصل هولمز على درجة الدكتوراه في الطب من كلية الطب بجامعة هارفارد في العام 1836. درّس هولمز في مدرسة الطب في دارتموث قبل أن يعود للتدريس في هارفارد، ولبعض الوقت، عمل عميدًا فيها. خلال سنوات عمله الطويلة أستاذًا، تبنّى هولمز الدفاع عن العديد من الإصلاحات الطبية، وطرَح الفكرة المثيرة للجدل والتي مفادها أن الأطباء ينقلون حمى النفاس من مريض إلى آخر. تقاعد هولمز من هارفارد في العام 1882، وواصل كتابة الشعر، والروايات، والمقالة حتى وفاته في العام 1894.
محاطًا بالنخبة الأدبية في بوسطن –والتي ضمّت أصدقاءه رالف والدو إمرسون، وهنري وادزورث لونغفيلو، وجيمس راسل لويل– ترك هولمز بصمة لا تمحى على عالم الأدب في القرن التاسع عشر. نُشرت العديد من أعماله في مجلة ذا أتلانتيك التي سماها. حصل هولمز على العديد من الشهادات الفخرية من جامعات حول العالم تقديرًا لإنجازاته الأدبية وإنجازاته الأخرى. غالبًا ما احتفت كتابات هولمز بتاريخ منطقته بوسطن، واتّسم معظمها بطابعٍ هزلي أو خطابي. اعتُبرت بعض كتاباته الطبية، ولا سيما مقالته المنشورة في العام 1843 بخصوص قابليّة العدوى بحمى النفاس، اعتُبرت مبتكرة في ذلك الزمن. غالبًا ما طُلب منه كتابة الشعر من حين لآخر، أو قصائد مخصوصة لحدث معيّن، بما في ذلك العديد من المناسبات في هارفارد. أسهم هولمز في شيوع العديد من المصطلحات، بما في ذلك مصطلحيّ براهمة بوسطن والتخدير (إينيسثيجا، بالإنجليزية). وهولمز هو والد القاضي في المحكمة العليا للولايات المتحدة أوليفر ويندل هولمز الابن.

## مسيرة حياته
عُرف عن هولمز توقّد ذهنه وجاذبيته، وأسلوبه الأدبي الممتع. كَفَل له حماسه وروح دعابته أن يحرز شهرته مدرساً وخطيبًا. وقد أصبح ابنه أوليفر وندل هولمز الصغير قاضيًا مشهورًا في المحكمة العليا بالولايات المتحدة. حياته. ولد هولمز في كمبردج بولاية ماساشوسيتس حيث كان والده راعيًا دينيًا بارزًا.
ثار هولمز في شبابه ضد معتقدات أبيه الدينية المسيحية الصارمة. وساند بعد ذلك الآراء الدينية المسيحية المتحررة في كثير من خطبه وكتاباته. تخرج هولمز عام 1829م، في كلية هارفارد، والتحق بمدرسة القانون، إلا أن دراسة القانون أصابته بالسأم، وبدأ دراسة الطب عام 1830م. درس في مدرسة هارفارد للطب، على يد أطباء اختصاصيين في بوسطن وباريس. كتب هولمز قصائد كثيرة وهو طالب من بينها أولو العزم القدامى (1830م)، التي احتجت على خطط الأسطول البحري الأمريكي لتدمير السفينة كونستتيوشن وهي فرقاطة تاريخية لم تعد صالحة للإبحار. وساعدت القصيدة على إنقاذ السفينة من التدمير. حصل هولمز عام 1836م، على درجة الدكتوراه في الطب من هارفارد، وأصبح طبيبًا في بوسطن وماساشوسيتس. نال هولمز مكانته بما كتب من مقالات بارزة في الموضوعات الطبية وكانت أهم مقالة له بعنوان حمى النفاس المعدية (1843م)، وتنجم حمى النفاس التي قتلت نساء كثيرات، عن عدم توافر الشروط الصحية أثناء الولادة. وكان اكتراث العاملين في المجال الطبي في عهد هولمز بالنظافة ضئيلاً. وأوضح هولمز أن الأطباء يستطيعون المساعدة في منع المرض ببساطة بأن يغسلوا أيديهم ويرتدوا ملابس نظيفة قبل عملية التوليد. وساعد المقال الذي نشره في إنقاذ حياة الكثيرات، ورأى هولمز في ذلك أعظم إنجازاته.
في عام 1847م، تم تعيين هولمز عميدًا لمدرسة هارفارد الطبية وأستاذًا للتشريح وعلم وظائف الأعضاء بها. وظل عميدًا حتى عام 1853م، وظل يدرس بها حتى عام 1882م. وقد خصص هولمز الفترة الأخيرة من الصباح لمحاضراته، لأن حماسه ومرحه كانا كفيلين بإثارة رغبة الطلاب لمتابعته. نال هولمز كذلك شهرة بوصفه خطيبًا، فقد واصل الكتابة عدة سنوات، وألقى قصائد مثيرة في مناسبات خاصة كثيرة. وقدم محاضرات حيوية في الأدب.
وقد أكسبته حرارة مودته وروح الدعابة عنده الكثير من الأصدقاء، بما فيهم العديد من المؤلّفين. في عام 1857م ساعد هولمز جيمس رسل لوويل وعددًا آخر من الكتاب في إصدار مجلة جديدة أطلق عليها هولمز اسم أتلانتك مانثلي. وانضم إلى أسرتها ككاتب عمود. وبفضل هذا العمود، الذي اتسم بالحكمة والذكاء، ذاع صيت هولمز وصيت المجلة. واستمر هولمز ينشر المقالات والروايات الأدبية والأشعار حتى الثمانينيات من عمره. كتاباته. تُعدُّ معظم كتابات هولمز أقرب للشعر الشعبي أو الزجل منها للشعر الرصين، وإن كان الكثير منها يتميز بالوصف الدقيق للطبيعة وكشف أغوار الشخصية الإنسانية.

## أعماله
ومن أشهر قصائده إلى جانب قصيدة أولو العزم القدامى قصيدة الورقة الأخيرة (1831م)؛ اللآلئ داخل القواقع (1858م)؛ القناعة (1858م)؛ رائعة الشماس (1858م). ويعد كتاب حول مائدة الإفطار (1858م).
أشهر كتب هولمز ويضم الاثنتي عشرة مقالة الأولى التي كتبها لمجلة أتلانتيك مانثلي. ويروي كل مقال حوارًا شيقًا ذكيًا يُفترض أنه يدور على مائدة الإفطار في بنسيون، لكن الحديث يُعَبِّر فعليًا عن ملاحظات المؤلّف وآرائه حول كثير من الموضوعات، ومن بينها الطبيعة البشرية والأخلاق والدين والعلم. ألّف هولمز أيضًا ثلاث روايات هي إلزي فينر (1861م)؛ الملاك الحارس (1867م)؛ الكراهية القاتلة (1885م)، وكلها تدافع عن آراء هولمز الدينية المتحررة. ولكن أيًا منها لا يرقى إلى مصاف الأدب القصصي. وفي محاضرة ألقاها هولمز عام 1870م، عن الآلية في الفكر والأخلاق استكشف العقل الباطن الذي أسماه ورشة الفكر التحتية. وقد كتب هذا العمل الرائع قبل أن ينشر عالم النفس النمساوي سيجموند فرويد وصفه للعقل الباطن بأكثر من عشرين عامًا.

## روابط خارجية
- أوليفر وندل هولمز على موقع الموسوعة البريطانية (الإنجليزية)
- أوليفر وندل هولمز على موقع ميوزك برينز (الإنجليزية)
- أوليفر وندل هولمز على موقع إن إن دي بي (الإنجليزية)